# Iosif Uglar
Iosif Uglar (* 30. Dezember 1920 in Baia Mare, Kreis Maramureș; † 11. August 2006) war ein rumänischer Politiker der Rumänischen Kommunistischen Partei PMR (Partidul Muncitoresc Român) und ab 1965 PCR (Partidul Comunist Român), der unter anderem zwischen 1974 und 1979 Sekretär des Zentralkomitees (ZK) der PCR, von 1971 bis 1974 Kandidat des Exekutivkomitees des ZK sowie zwischen 1974 und 1979 Mitglied des Politischen Exekutivkomitees des ZK war.

## Leben

### Zimmerer, Zweiter Weltkrieg, Parteifunktionär in Baia Mare und Abgeordneter
Uglar, der zur magyarischen Minderheit in Rumänien gehörte, absolvierte nach dem Schulbesuch von 1934 bis 1938 eine Berufsausbildung zum Zimmerer und arbeitete später in einer Bleifabrik in Ferneziu, einem Stadtteil von Baia Mare. Während des Zweiten Weltkrieges trat er im September 1941 seinen Militärdienst im 3. Husaren-Kavallerieregiment der rumänischen Armee in Oradea an, wechselte aber kurz darauf als Zimmerer zu einer Artillerieeinheit in Munkacs. Nach Fronteinsätzen im Juni 1944 wurde er im Dezember 1944 nach Kemeten verlegt, ehe er im Januar 1945 eine Anstellung als Arbeiter in der Schmelzerei Ferneziu fand.
Nachdem er im Februar 1945 zunächst der Union der jungen Kommunisten UTC (Uniunea Tineretului Comunist) beigetreten war, wurde er im August 1945 Mitglied der damaligen Kommunistischen Partei PCR (Partidul Comunist din România) und kurz darauf Mitglied des Parteikomitees der Schmelzerei. In der Folgezeit war er Organisationssekretär der UTC in der Progressiven Jugend (Tineretul Progresist) von Ferneziu sowie seit November 1946 Instrukteur im Komitee der Progressiven Jugend seiner Geburtsstadt Baia Mare, ehe er bereits einen Monat später im Dezember 1946 Instrukteur im Komitee der Progressiven Jugend im Kreis Bihor wurde. Nach einer Tätigkeit als Sekretär des UTC-Komitees von Baia Mare absolvierte er einen dreimonatigen Kurs an einer Parteischule und war anschließend seit August 1948 selbst Lektor für dreimonatige Kurse an einer Parteischule.
Nach dem Besuch der Parteiuniversität „Ștefan Gheorghiu“ von September 1949 an, wurde Uglar 1950 zunächst Verantwortlicher für Propaganda im Parteikomitee von Baia Mare und danach Leiter der dortigen Organisationsabteilung, ehe er zwischen 1952 und 1958 Erster Sekretär des Parteikomitees von Baia Mare war. 1952 wurde er erstmals Mitglied der Großen Nationalversammlung (Marea Adunare Națională) und vertrat dort bis 1957 den Wahlkreis Tușnad.
Während dieser Zeit absolvierte er zwischen 1955 und 1958 auch längere Kurse an der Parteihochschule der KPdSU sowie weitere Studiengänge an der Akademie für Sozial- und Politikwissenschaften „Ștefan Gheorghiu“ sowie an der Akademie für Wirtschaftswissenschaften in Bukarest.

### ZK-Mitglied, Erster Parteisekretär in den Kreisen Maramureș und Satu Mare
Uglar wurde auf dem achten Parteitag der PMR vom 20. bis 26. Juni 1960 zum Mitglied der Zentralen Revisionskommission gewählt und gehörte dieser bis zum 23. Juli 1965 an. 1961 wurde er erneut Abgeordneter der Großen Nationalversammlung und vertrat bis 1969 den Wahlkreis Nr. 7 Carei, ehe er zwischen 1969 und 1973 den Wahlkreis Nr. 6 Carei vertrat. Während dieser Wahlperiode war er seit dem 13. März 1969 auch Vorsitzender des Ausschusses für Wirtschaft und Finanzen.
Auf dem neunten Parteitag der PCR vom 19. bis 24. Juli 1965 wurde Uglar zum Mitglied des ZK der PCR gewählt, dem er bis zur Revolution am 22. Dezember 1989 angehörte. Zugleich wurde er 1965 Erster Sekretär des PCR-Komitees im Kreis Maramureș sowie anschließend 1968 Erster Sekretär des PCR-Komitees und zugleich Präsident des Exekutivkomitees des Volksrates im Kreis Satu Mare. 
Er war vom 12. Februar 1971 bis zum 28. November 1974 zunächst Kandidat des Exekutivkomitees des ZK. Zusätzlich war er seit dem 22. Mai 1973 Mitglied des Führungsrates des Obersten Gerichts für Finanzkontrolle (Curții Superioare de Control Financiar) sowie Vizepräsident des Obersten Rates für wirtschaftliche und soziale Entwicklung (Consiliului Suprem al Dezvoltǎrii Economice și Sociale).

### ZK-Sekretär und Mitglied des Staatsrates
Im Mai 1974 wurde Uglar Sekretär des ZK der PCR und bekleidete diese Funktion bis zum 23. November 1979. Auf dem elften Parteitag der PCR vom 24. bis 27. November 1974 wurde er zum Mitglied des Politischen Exekutivkomitees des ZK gewählt und gehörte diesem Gremium bis zum 23. November 1979 an. Darüber hinaus war er seit dem 29. November 1974 Mitglied des Staatsrates sowie zwischen dem 22. März 1975 und dem 30. November 1979 Präsident des Komitees für Fragen der Volksräte.
1975 wurde Uglar erneut zum Mitglied der Großen Nationalversammlung gewählt und vertrat nunmehr den Wahlkreis Nr. 1 Baia Mare-Est sowie anschließend zwischen 1980 und 1985 den Wahlkreis Nr. 5 Bǎile Herculane, ehe er schließlich von 1985 bis 1989 den Wahlkreis Vrancea vertrat. Während dieser Zeit war er seit dem 1. April 1980 auch Mitglied des Ausschusses für die Volksräte und die Verwaltung des Staates.
Weiterhin fungierte er zwischen dem 26. Juni 1974 und dem 3. März 1978 als Präsident des Exekutivbüros der Zentralen Partei- und Staatskommission für die Systematisierung der Kreise und urbanen und ländlichen Gemeinden, 1978 als Präsident der Sektion für die Systematisierung, soziale und kommunale Fortbildung der Kader beim Obersten Rat für wirtschaftliche und soziale Entwicklung. Darüber hinaus war er seit dem 17. Oktober 1978 Präsident der Zentralkommission für sozialistische Wettbewerbe zwischen den Volksräten der Kreise, der Stadt Bukarest und den Gemeinden sowie den Stadtsektoren von Bukarest und den Ortsteilen der Gemeinden.
Nach seinem Ausscheiden aus dem ZK-Sekretariat fungierte Uglar seit Februar 1980 als Vizepräsident des Nationalrates der Demokratischen Sozialistischen Einheitsfront FDUS (Frontul Democrației și Unitǎții Socialiste), die für die Aufstellung der Kandidatenlisten zu den Wahlen zur Großen Nationalversammlung verantwortlich war.

### Ehrungen und Auszeichnungen
Für seine langjährigen Verdienste wurde Uglar mehrfach ausgezeichnet und erhielt unter anderem 1952 den Orden der Arbeit Dritter Klasse (Ordinul Muncii), 1952 die Medaille zur Erinnerung an das fünfjährige Bestehen der Volksrepublik Rumänien (Medalia A V-a aniversare a R.P.R.), 1954 den Stern der Volksrepublik Rumänien Fünfter Klasse (Ordinul Steaua Republicii Populare Române), 1959 den Orden 23. August Vierter Klasse (Ordinul 23. August), 1962 den Orden der Arbeit Erster Klasse, 1964 den Stern der Volksrepublik Rumänien Dritter Klasse, 1966 den Orden Tudor Vladimirescu Dritter Klasse (Ordinul Tudor Vladimirescu), 1969 den Stern der Sozialistischen Republik Rumänien Zweiter Klasse (Ordinul Steaua Republicii Socialiste România), 1971 den Titel Held der sozialistischen Arbeit (Erou al Muncii Socialiste), 1971 die Goldene Medaille „Sichel und Hammer“ (Medalia de aur secera și ciocanul) sowie 1980 den Orden 23. August Erster Klasse.

## Weblink
- Biografie in Consiliul Național pentru Studiera Arhivelor Securității. Membrii C.C. al P.C.R. 1945–1989. Dicționar, S. 595 f.

| Personendaten    | Personendaten               |
| ---------------- | --------------------------- |
| NAME             | Uglar, Iosif                |
| KURZBESCHREIBUNG | rumänischer Politiker (PCR) |
| GEBURTSDATUM     | 30. Dezember 1920           |
| GEBURTSORT       | Baia Mare, Kreis Maramureș  |
| STERBEDATUM      | 11. August 2006             |